# Kenyirus
Kenyirus is een geslacht van weekdieren uit de klasse van de Gastropoda (slakken).

## Soorten
- Kenyirus sheema Foon, Tan & Clements, 2015
- Kenyirus sodhii Clements & Tan, 2012